# Riehl (Kolonia)
Riehl, Köln-Riehl — dzielnica miasta Kolonia w Niemczech, w okręgu administracyjnym Nippes, w kraju związkowym Nadrenia Północna-Westfalia, na lewym brzegu Renu. 